# Renato Zanella
Renato Zanella (* 6. Juni 1961 in Verona) ist ein italienischer Balletttänzer, Choreograf und Opernregisseur.

## Leben
Zanella studierte klassischen Tanz in seiner Geburtsstadt. Nach der Matura ging er zu Rosella Hightower nach Cannes an das Centre de Danse International. Dort schloss er seine Ballettausbildung ab. 1982 bekam er sein erstes Engagement als Tänzer in Basel bei Heinz Spoerli. 1985 wechselte er zum Stuttgarter Ballett. 1993 erfolgte durch Ballettdirektorin Marcia Haydée seine Ernennung zum Ständigen Choreografen des Stuttgarter Balletts. 1995 wurde er als Ballettdirektor und Chefchoreograf an die Wiener Staatsoper berufen. Dieses Amt hatte er zehn Jahre, bis zum Ende der Saison 2004/2005. Von 2001 bis 2005 fungierte Renato Zanella überdies als künstlerischer Leiter der Ballettschule der Wiener Staatsoper. Von 2005 bis 2011 war Renato Zanella als freischaffender Künstler weltweit tätig. Im September 2011 wurde Renato Zanella zum Direktor des griechischen Nationalballetts in Athen ernannt.
Darüber hinaus leitete Zanella das Ballettensemble der Fondazione Arena di Verona. Seit August 2016 ist er Direktor des Nationalballetts der Bukarester Staatsoper.

## Werke
Renato Zanellas erste Choreografie war 1989 Die andere Seite, die er im Rahmen der Vorstellungen Junge Choreographen der Stuttgarter Noverre-Gesellschaft zeigte. Seine nächsten Choreografien, Distanz (1989) und Ein Tag (1990), wurden ebenfalls in diesem Rahmen uraufgeführt. Die andere Seite übernahm das Stuttgarter Ballett in sein Repertoire. 1991 folgte Stati d'animo für Marcia Haydée und Richard Cragun sowie Triptychon, das bei den Ludwigsburger Schlossfestspielen aufgeführt wurde. Bei der Uraufführung von Salvatore Sciarrinos Oper Perseus und Andromeda (Inszenierung: Gerald Thomas) war Renato Zanella für die Bewegungsabläufe der Sänger zuständig. Für Schülerinnen der John Cranko-Schule, die am Prix de Lausanne teilnahmen, kreierte er seit 1991 mehrere Soli, für die Workshop-Reihe Hinter den Kulissen des Balletts entstanden seit 1992 kleine Stücke für Birgit Keil, Marcia Haydée, Richard Cragun und Christoph Lechner. Im April 1992 hatte Renato Zanellas erstes abendfüllendes Ballett, Mann im Schatten, Premiere in Stuttgart. Im Sommer 1992 choreografierte er Voyage für Vladimir Malakhov.
Für das Stuttgarter Ballett entstand weiters im November 1992 Empty Place, im März 1993 Black Angels und im Dezember 1993 sein zweites abendfüllendes Ballett, Mata Hari, mit Marcia Haydée in der Titelrolle. Im Juni 1993 kreierte er Apollon für die John Cranko-Schule und Vladimir Malakhov, im Dezember 1993 Konzertantes Duo für Les Ballets de Monte-Carlo. Im Dezember 1994 entstand für Les Ballets de Monte-Carlo Watching Waters, im April 1995 wurde bei Introdans Pieces of Earth von ihm uraufgeführt, im September 1996 Love Beyond, im Oktober 1999 Ostarrichi, im September 2001 Harlekin & Colombine und im September 2003 Concerto Italiano. Für das Ballett der Deutschen Oper Berlin kreierte er im Februar 1998 ... schatten von sehnsucht ..., Last Blues, im Oktober 1999 zeichnete er an der Deutschen Oper Berlin für die Choreografie zu Moses und Aron (Inszenierung: Götz Friedrich) verantwortlich. 2003 choreografierte er für eine Koproduktion des Teatro Nacional de São Carlos in Lissabon und des Mariinski-Theaters in Sankt Petersburg die Tänze für die Oper Die Zauberin (Inszenierung: David Pountney). Für die Neue Oper Wien choreografierte er 2005 Die sieben Todsünden, für eine Koproduktion der Bregenzer Festspiele und des Royal Opera House Covent Garden erarbeitete er die Choreografie zu Maskarade (Inszenierung: David Pountney). Bei der Gala zum 200. Geburtstag von August Bournonville in Kopenhagen präsentierte er From Vienna With Love.
In der Saison 2005/2006 choreografierte Renato Zanella für Birgit Keil in Karlsruhe das Ballett Der Spielmann (Ausstattung: rosalie). Empty Place wurde in das Repertoire des Teatro Municipal de Lima aufgenommen, das abendfüllende Ballett Wolfgang Amadé für das Madlenianum Oper Theater in Belgrad. Im November 2007 choreografierte R. Z. für das Ballett des Teatro dell’Opera di Roma das abendfüllende Ballett Peer Gynt. Im April 2008 kreierte er für das Ballett des Badischen Staatstheater Karlsruhe „Amandi“. 2008 inszenierte und choreographierte er „Wallfrau“, einen Tanzabend, der sich mit Aspekten der Biographie von Margarethe Wallmann befasst im Odeon Theater in Wien. Für das Flamenco Ensemble „Compañía Suite Española“ entstand 2011 Brishen. Die Stücke Apollo und Feuervogel choreographierte er für die Fondazione Arena di Verona 2011. Ebenfalls 2011 die Choreographie Barocco. Im Rahmen des Giuseppe Verdi Jubiläums 2013 Cercando Verdi für die Fondazione Arena di Verona.
An der Wiener Staatsoper stellte sich Renato Zanella als Choreograf erstmals im Oktober 1993 mit Voyage vor. Seine erste Kreation unmittelbar für das Wiener Staatsopernballett, La Chambre, gelangte im Februar 1994 zur Uraufführung. Im März 1994 übernahm das Wiener Staatsopernballett aus Stuttgart Empty Place. Für seine erste Premiere als Ballettdirektor der Wiener Staatsoper im September 1995 wählte Renato Zanella Konzertantes Duo. Im Dezember 1995 kreierte er für Vladimir Malakhov Mon Euridice. Mit dem im April 1996 herausgebrachten Strawinski-Abend Symphony, Movements, Sacre choreografierte Zanella seinen ersten kompletten Abend für die Kompanie. Im Mai 1996 hatte Black Angels Premiere und im Juni 1996 folgte an der Wiener Volksoper eine Neufassung von Mata Hari. Im Februar 1997 brachte er Elements im Wiener Odeon heraus, im März 1997 kreierte er Alles Walzer.
Love Beyond war im Juni 1997 Teil des off ballet-Programms im Odeon. Im November 1997 gelangte Memento Mori in Kooperation mit Wien modern zur Uraufführung, im Dezember 1997 brachte er Laus Deo heraus. Im März 1998 fand die Uraufführung des abendfüllenden Balletts Wolfgang Amadé statt, im April 1998 kreierte er Die sieben letzten Worte für „OsterKlang Wien '98“, im Juni 1998 Mythos für das „NÖ Donaufestival '98“.
Im November 1998 hatte an der Wiener Staatsoper seine Version von Maurice Ravels Boléro Premiere. Seine Fassung von Aschenbrödel zu Musik von Johann Strauss mit Kostümen von Christian Lacroix kam im Dezember 1999 an der Wiener Staatsoper heraus. Im November 2013 wurde sein Aschenbrödel in Teatro Colón in Buenos Aires ins Repertoire der dortigen Balletttruppe aufgenommen.
1999 choreografierte er außerdem Soli für Carla Fracci und Manuel Legris. Im März 2000 kreierte er das Ballett Beethoven Opus 73. Im November 2000 stellte er seine Neufassung von Der Nussknacker vor, im April 2002 von Spartacus. Im Juni 2003 choreografierte er Sensi (Uraufführung beim Beethovenfest in Bonn), im Dezember 2003 stellte er seine eine Neufassung von Kadettenball und Duke’s Nuts vor. Für den Diaghilew-Abend (Premiere: 23. März 2005) choreografierte Zanella die Ballette Petruschka (Musik: Igor Strawinski, Bühnenbild: Christian Ludwig Attersee, Kostüme: Christof Cremer) und Renard (Musik: Strawinski, Bühnenbild: Hermann Nitsch, Kostüme: Anne Marie Legenstein).
In seiner Funktion als Ballettdirektor des Griechischen Nationalballetts choreographierte er u. a. 2013 die Produktion „Journey to eternity“ zu einer Musik von Eleni Karaindrou und ebenfalls 2013 das abendfüllende Ballett Romeo und Julia zu Musik von Prokofjew mit Kostümen von Celia Kritharioti.

## Spezielle Tanzinitiativen
2000 startete Renato Zanella die Tanzinitiative „off ballet special“, in der behinderte und nichtbehinderte Mitglieder des Kulturvereins „ich bin o. k.“ und Mitglieder des Wiener Staatsopernballetts gemeinsam tanzen. Neben Auftritten in eigenen Matineen in der Wiener Staatsoper zählt die Teilnahme an der Eröffnung des Wiener Opernballs 2001 und ein Gastspiel an der Warschauer Nationaloper 2004 zu den Höhepunkten von „off ballet special“. An der Griechischen Nationaloper etablierte Zanella das „Dancebox Project“ für junge Ballett-Tänzer und -Tänzerinnen in Krisenzeiten, die gratis unterrichtet wurden.

## Choreographien für Oper und Operette
Überdies choreografierte Renato Zanella an der Wiener Staatsoper die Ballette in den Opern Rienzi, der Letzte der Tribunen (Inszenierung: David Pountney), Le prophète (Inszenierung: Hans Neuenfels) und Guillaume Tell (Inszenierung: David Pountney), führte Bewegungsregie bei Don Giovanni (Inszenierung: Roberto de Simone) und Roméo et Juliette (Inszenierung: Jürgen Flimm), choreografierte für Jenůfa (Inszenierung: David Pountney), Der Riese vom Steinfeld (Inszenierung: Jürgen Flimm), Jonny spielt auf (Inszenierung: Günter Krämer) und Daphne (Inszenierung: Nicola Joël) und studierte die Choreografie zu Le nozze di Figaro ein (Neueinstudierung der Inszenierung von Giorgio Strehler). Im Dezember 2007 hatte die Oper La juive im Opernhaus Zürich Premiere, für die Zanella die Balletteinlagen choreografierte. Auch die Tanzeinlagen in der Oper A Flowering Tree von John Adams, die im Mai 2008 am Chicago Opera Theater in der Inszenierung von Nicola Raab Premiere hatte, choreographierte Zanella. 2011 hatte die Oper Die Trojaner in einer Inszenierung von David Pountney an der Deutschen Oper Berlin mit Tanzeinlagen von Zanella Premiere. Im Mai 2011 hatte die Operette Die lustige Witwe in einer Inszenierung von Marco Arturo Marelli und Balletteinlagen von Zanella an der Wiener Volksoper Premiere, 2012 Fürst Igor mit Choreographien von Zanella in einer Inszenierung von David Pountney am Opernhaus Zürich.

## Festivals
Wiederholt arbeitete Zanella für Festivals: 1997 hatte seine Kreation Wiener Blut im Rahmen des Festivals ImPuls Tanz Wien 97 Premiere. 2000 entstand für Altaussee das Ballett Via Salis, für das VOESTival in Linz die Choreografie zu Adiemus Live! Mit Karl Jankins, 2001 für den Attergauer Kultursommer Renard, Trois Gymnopédies und Die Geschichte vom Soldaten, für das VOESTival 2003 Linz Die Geschöpfe des Prometheus und Karneval der Tiere mit Sir Peter Ustinov, 2006 mit Lalo Shifrin, 2007 mit Ute Lemper und 2008 mit George Fenton. Seit 2009 ist Zanella künstlerischer Verantwortlicher für die Sparte Tanz des Festival of the Aegean auf der Insel Syros in Griechenland. Für dieses Festival choreographierte er u. a. Zorba, Medea’s choice (2011) und Electra (2018), alle drei Werke basierend auf Musik von Mikis Theodorakis. Im Sommer 2013 war er für die Choreographie der Operette Der Bettelstudent bei den Seefestspielen Mörbisch verantwortlich.

## Opernregie
2009 erweiterte Renato Zanella seine künstlerische Tätigkeit um jene der Opernregie: Seine erste diesbezügliche Arbeit, Così fan tutte beim Attersee Klassik-Festival, fand große Zustimmung bei Publikum und Presse. 2010 inszenierte Zanella Bizets Carmen beim sechsten Festival of the Aegean auf der Insel Syros, wo er als künstlerischer Verantwortlicher für die Sparte Tanz tätig ist. Beim Festival of the Aegean 2011 inszenierte er La traviata. Im Jänner 2012 hatte Faust in einer Inszenierung von Zanella in der Athens Concert Hall in Athen Premiere und 2013 I vespri siciliani für die Greek National Opera.

## Fernsehübertragungen
Für die Fernsehübertragungen der Neujahrskonzerte der Wiener Philharmoniker choreografierte Zanella L'Enfantillage (1994), die Prozess-Polka und Perpetuum mobile (1995), den Csárdás aus Ritter Pásmán und den Walzer Marien-Klänge (2000), die Harlekin-Polka und Der Kobold (2001), die Hellenen-Polka (2003), Fata Morgana und An der schönen blauen Donau (2005). Für das Neujahrskonzert 2010 choreographierte er die Polka Mazur Ein Herz, ein Sinn und den Walzer Morgenblätter. Für den Wiener Opernball entstanden An der schönen blauen Donau und die Opern-Soiree-Polka (1996), die Carnevals-Botschafter und der Marsch D-Dur (1997), Tausend und eine Nacht und Persischer Marsch (1998), Rosen aus dem Süden und Banditen-Galopp (1999), die Opern-Maskenball-Quadrille und Freikugeln (2000), Seviliana und Galop aus Le Trouvère (2001), Die Schönbrunner (2002), Wo die Citronen blüh’n und Tritsch-Tratsch-Polka (2003), Carmen-Quadrille und Hopser-Polka (2004). Überdies choreografierte er für Vladimir Malakhov (Louis XIV.), Simona Noja (Strauss incontra Verdi), Roberto Bolle (Ave Verum), ein Solo, das auch bei einer festlichen Veranstaltung im Vatikan gezeigt wurde, Giuseppe Picone (Dying Swan) und Shoko Nakamura (Ombra), für den Spielfilm Jedermanns Fest (Regie: Fritz Lehner) und die World Sports Awards of the Century an der Wiener Staatsoper sowie das Toyota Millennium Concert in Tokio.
2013 hatte Recycling Medea ein Film von Asteris Kutulas Weltpremiere, in dem die antike griechische Tragödie zur Metapher für die aktuelle Tragödie Griechenlands und Europas wird. Auf Euripides’ Theaterstück beruht die Ballett-Story von der verzweifelten und schließlich die eigenen Kinder mordenden Mutter, die Musik stammt von Mikis Theodorakis, die Choreographie von Zanella.

## Juror
1995 und 1999 wurde Renato Zanella in die Jury des Tanzwettbewerbs Prix de Lausanne berufen, 1998 war er Jury-Mitglied des Concours International de Danse de Paris, 1999 des Concours International de Chorégraphie Classique in Paris, der International Ballet Competition of Luxemburg und des Choreographen-Wettbewerbs in Hannover (wie in 2007), 2000 war er Vizepräsident des 2. Internationalen Ballettwettbewerbs in St. Pölten und Jury-Mitglied des Monaco Danses Dances Forum, 2001 Ehrenpräsident des ÖTR-Contest für Ballett und Zeitgenössischen Tanz in Wien und Juror bei den Wettbewerben in Luxemburg, Helsinki (Choreography Competition) und beim Prix Dom Pérignon des Hamburg Ballett.

## Kontroverse um die Wörtherseebühne
2003 wurde Renato Zanella als Intendant der auf Initiative von Landeshauptmann Jörg Haider – zu gründenden Festspiele auf der Seebühne Klagenfurt eingesetzt. In seiner für vorerst 3 Jahre vertraglich festgelegten Tätigkeit sollte Zanella Klagenfurt mit der Wörtherseebühne als Festspielstadt etablieren. In der Saison 2004 fungierte der bis 2005 unter unklaren Umständen als Konsulent tätigte Zanella laut Zeugenaussagen vor dem Untersuchungsausschuss de facto als Geschäftsführer der Betreibergesellschaft. Weil Freikarten im Wert von 880.000 € ausgegeben wurden, entwickelte sich die Saison 2004 wirtschaftlich wenig erfolgreich. Renato Zanella brachte u. a.Tosca-amore disperato von Lucio Dalla und Spartacus in seiner eigenen Inszenierung und Choreographie auf die Wörtherseebühne, beide Produktionen wurden vom Premierenpublikum begeistert angenommen. Mit dem Musical Tosca wurde ein Verlust von 2.122.899 € verursacht, eine für drei Jahre geplante Subvention des Bundes wurde 2004 zur Gänze aufgebraucht: Zum Zeitpunkt der Überprüfung wies die Betreibergesellschaft negatives Eigenkapital in Höhe von 1.247.899 € auf. Die für 2005 geplante Produktion des Musicals „Napoleon“ kam aus wirtschaftlichen Gründen nicht zur Umsetzung. In Folge kam es zu Kritik an der Geschäftsführung der Seebühne, die keine Bilanz vorlegen konnte und Rücktrittsaufforderungen an Zanella. Nach dem Bekanntwerden des Verlustes von 2,1 Millionen € in der Saison 2004 wurde die Betreibergesellschaft der Seebühne aufgelöst. Durch die Auflösung der Betreibergesellschaft wurde versucht, auch den Vertrag mit Zanella zu beenden. Zanella bestand jedoch zunächst auf die Fortführung seines bestehenden Vertrages, stimmte zwei Wochen später einer Auflösung desselben, ungeachtet der von ihm verantworteten schlechten Ergebnisse der Saison 2004 jedoch nach Zahlung einer Abfertigungszahlung in Höhe von mutmaßlich 180.000 € zu. zu. Im Lauf des Jahres 2005 stieg die Summe der bekannt gewordenen Kosten der Seebühne auf 3,9 Millionen €.
In einer eigens angesetzten Pressekonferenz des leitenden Staatsanwalts Gottfried Kranz wurde bekannt gegeben, dass es in der Kontroverse um die Wörterseebühne keine strafrechtlich relevanten Tatbestände gibt und die Verfahren gegen den Beinahe-Intendanten Zanella und den Seebühnen-Geschäftsführer Bernhard Sapetschnig eingestellt wurden.

## Ehrungen
1995 wurde ihm in Venedig im Teatro La Fenice von der Zeitschrift Danza & Danza der Preis für den Besten italienischen Choreografen im Ausland verliehen. 2000 wurde er in Rom für seine choreografischen Verdienste mit dem Premio Internazionale Gino Tani ausgezeichnet, 2001 in St. Pölten mit dem Jakob-Prandtauer-Preis für Wissenschaft und Kunst. Danza & Danza verlieh ihm 2001 den Jahres-Preis für den Besten Künstlerischen Leiter. Renato Zanella ist Träger des Österreichischen Ehrenkreuzes für Wissenschaft und Kunst. Für die abendfüllende Choreografie von Peer Gynt für das Balletto dell´Opera di Roma erhielt er den Preis für die beste neue Produktion Italiens 2007. Im Februar 2012 erhielt er den Berufstitel Professor vom Bundesministerium für Unterricht, Kunst und Kultur in Wien verliehen.